# Henning Mankell

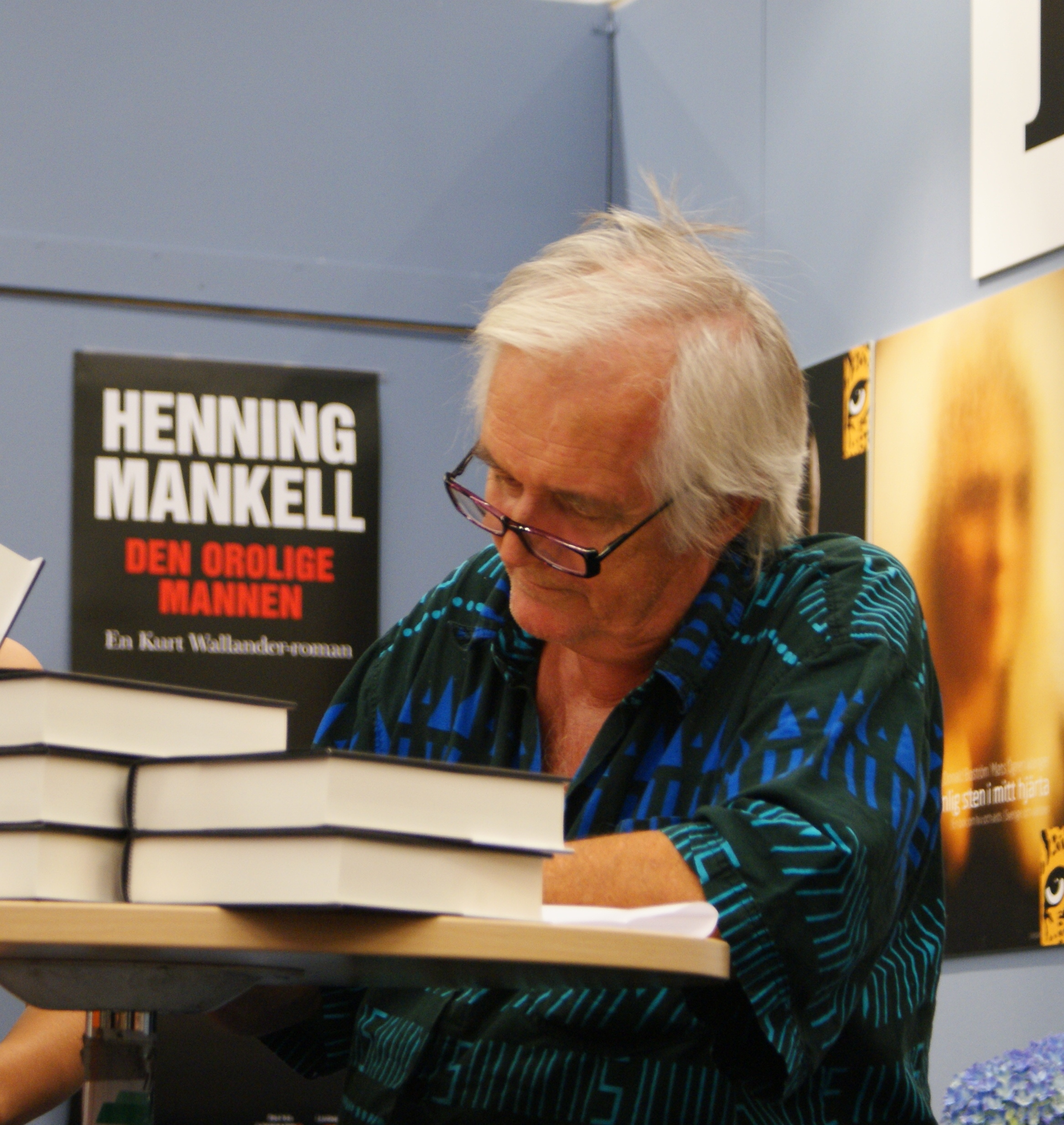
Henning Mankell

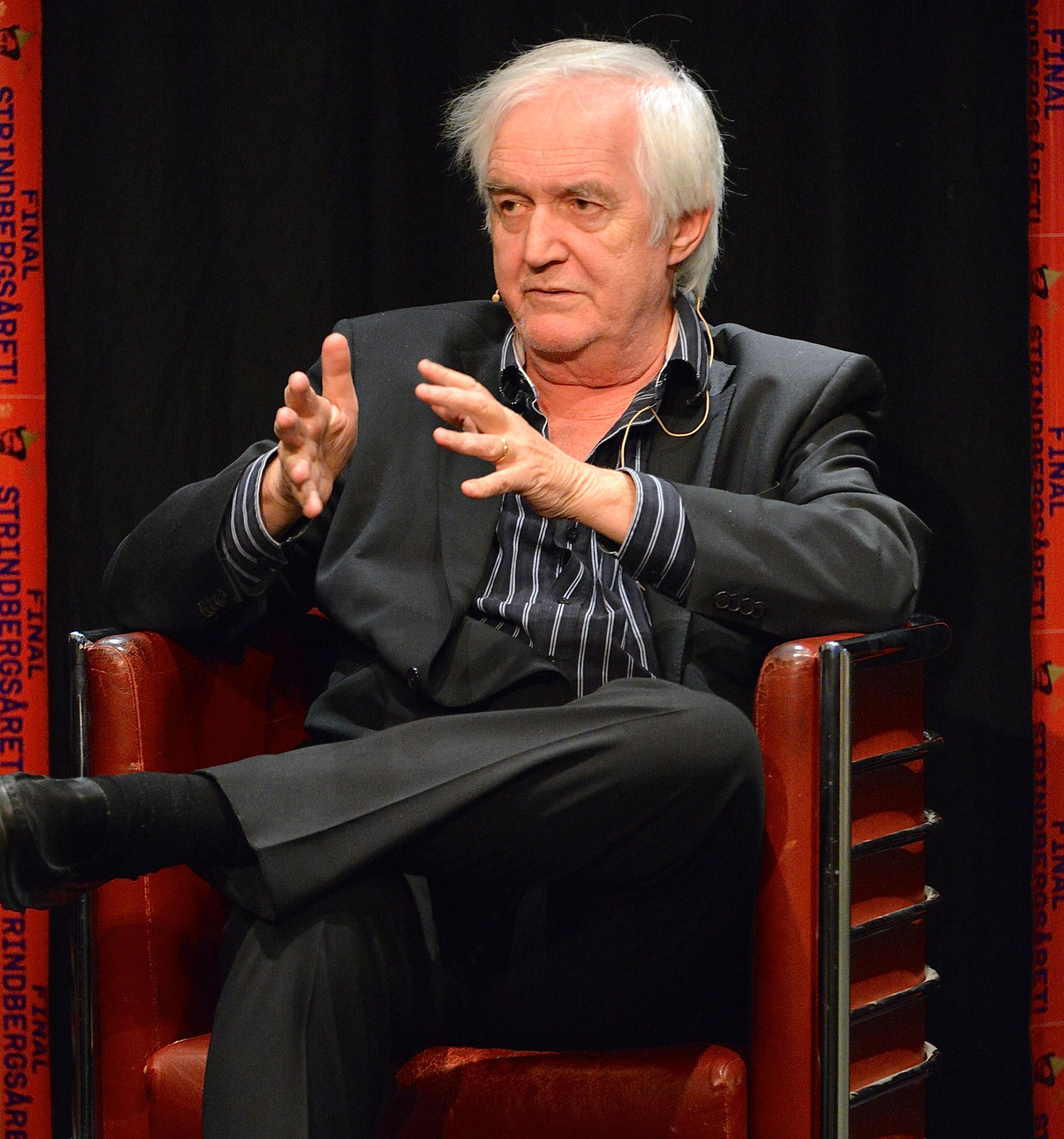
Henning Mankell

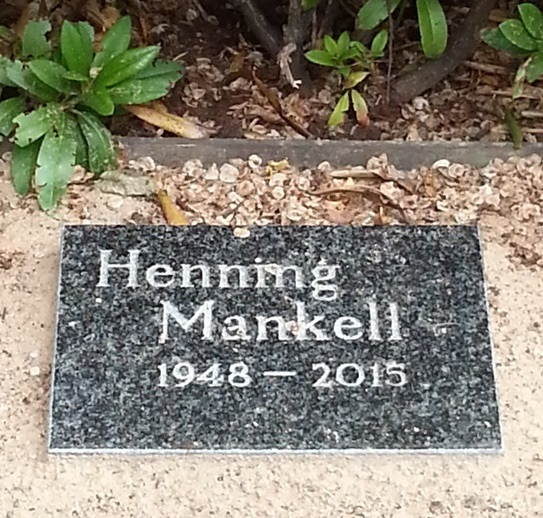
Hrob v Göteborgu

Henning Mankell (3. února 1948 Stockholm – 5. října 2015 Göteborg) byl švédský spisovatel, autor populárních detektivních románů s inspektorem Kurtem Wallanderem, jehož případy se vždy odehrávají ve švédském městě Ystad, které se tak stalo poutním místem milovníků detektivek. Romány s Wallanderem byly natočeny i jako televizní seriál s Kenethem Branaghem v hlavní roli. Psal i prózu pro děti a divadelní hry.
Byl rovněž krajně levicovým a protiizraelským aktivistou, účastnil se nepokojů švédských studentů v roce 1968. Jeden čas žil v Norsku, kde podporoval místní maoistickou stranu. Žil v Mosambiku, kde vedl divadelní soubor. Jeho manželkou byla Eva, dcera Ingmara Bergmana.
V roce 2014 veřejně oznámil, že mu byla diagnostikována dvě nádorová ložiska v krku a plíci.

### Kurt Wallander
- 1991 Mördare utan ansikte''' ( Vrah bez tváře, česky 2001 i Vrazi bez tváře, česky 2013)

Jednoho mrazivého lednového rána probudí komisaře Wallandera zvonění  telefonu. Vypadá to na rutinní případ. Když však detektiv přijíždí na osamocenou švédskou farmu, objevuje krvavou lázeň. Starý muž byl brutálně zavražděn a jeho žena, přiškrcená zvláštním uzlem, vzápětí umírá v nemocnici. Před smrtí však stačí zašeptat slovo "cizí". Jediné slovo, které rozpoutá vlnu násilí proti žadatelům o azyl z nedalekého uprchlického tábora.  Záhy dojde k požáru tábora a chladnokrevné vraždě somálského uprchlíka. Má však komisař opravdu hledat pachatele mezi cizinci? Vždyť bratr zavražděné ženy odhalil nové skutečnosti, které vyšetřování Wallanderova týmu komplikují. Tlak na komisaře se zvyšuje, je třeba jednat rozhodně, s chladnou hlavou a nenechat se vtáhnout do pasti všudypřítomné xenofobie.
- 1992 Hundarna i Riga (Psi z Rigy, česky 2013, v prvním českém vydání Mrtví ve člunu 2005)

Sovětské impérium padlo. Lotyšsko je nyní suverénní stát. Ale za oficiální autonomií stojí mocné síly, které jsou těsně propojeny s ruskou mafií.
Je zima roku 1991. Tým inspektora Kurta Wallandera řeší nový případ: u švédského pobřeží byly vyplaveny dvě mrtvoly přimrzlé k sobě v hrůzostrašném objetí. Mrtví muži byli východoevropští zločinci a na první pohled oběti mafie. Případ však brzy nabere hrozivý obrat poté, co se Wallander ocitne v Lotyšsku v Rize. Je zde ponořen do cizího mrazivého světa policejního dohledu, stěží zakrývajícího hrozby a lži. Pouze jeho zarputilá, podvědomá touha nalézt spravedlnost vynese pravdu na světlo.
- 1993 Den vita lejoninnan (Bílá lvice, česky březen 2014)

V poklidném kraji jižního Švédska zmizí Louisa Akerblomová, realitní makléřka, opora metodistické církve, manželka a matka. Neexistuje žádné vysvětlení ani motiv.
Komisař Kurt Wallander je se svým týmem povolán případ vyšetřit. Wallander od samého začátku tuší, že oběť už není mezi živými. Zatím však nemá ani ponětí, jak daleko bude muset zajít, aby vraha dopadl.
Mezitím v Jihoafrické republice zahájil prezident de Klerk spolu s Nelsonem Mandelou dlouhou cestu ke svobodě a zrušení apartheidu. Proti nim však stojí nelítostné síly, které se neštítí žádného zvěrstva. Wallander se najednou proti své vůli ocitá uprostřed tajného spiknutí, jehož cílem je uvrhnout Jižní Afriku do bezedného zoufalství. Nezbývá mu než s nasazením vlastního života zabránit ohavnému zločinu, který by znamenal přehrazení toku dějin.
- 1994 Mannen som log (Usměvavý muž, česky července 2014)

Uprostřed silnice stojí židle. Na židli sedí panenka lidských rozměrů. Je podzim a v údolích mezi kopci se povaluje mlha. Advokát prudce zabrzdí a vystoupí z auta. To poslední, co v životě udělá…
- 1995 Villospår (Ve slepé uličce, česky listopad 2014)

Léto roku 1994 patří k nejteplejším, jaká vůbec lidé pamatují. Ale letní pohoda pro  komisaře Wallandera končí, když se mladá dívka před jeho očima upálí v řepkovém poli. Krátce nato udeří sériový vrah, jehož bestialita nezná mezí. Jaké je spojení mezi ministrem spravedlnosti v penzi, úspěšným galeristou a obyčejným  zlodějíčkem? Proč vrah své oběti skalpuje? A jak do všeho zapadá upálená dívka?
- 1996 Den femte kvinnan (Pátá žena, česky březen 2015)

Kůly v příkopu jsou ostré jako hroty šípu. Muž, který se šel podívat na ptáky, skončí probodnutý, a zatímco umírá krutou smrtí, nad jeho hlavou táhnou na jih hejna drozdů. V lese je objeveno tělo majitele květinářství. Vyhřezlá střeva, uškrcený a přivázaný ke stromu. Proč byli zavražděni zrovna tihle skromní postarší pánové? A proč to ďábelské aranžmá? Kdopak je další na řadě?
- 1997 Steget efter (O krok pozadu, česky červenec 2015)

Vrah se ukrývá mezi stromy. Průzorem sleduje skupinu mladých lidí, jak se oblékají kostýmy  z 18. století a nasazují si paruky. Nastává noc letního slunovratu.  Mladí oslavují a veselí je v plném proudu. Muž v úkrytu čeká. Oslava už brzy skončí…
- 1998 Brandvägg (Firewall, česky listopad 2015)

Na ulici u bankomatu leží mrtvý muž. V ruce drží lístek. Z něj vyplývá, že měl na kontě 9 765 korun. Krátce předtím došlo v Ystadu k vraždě řidiče taxi. Pachatelkami jsou dvě dívky a zdá se, že je to nijak netrápí. Naprosto nečekaně se starší z nich podaří uprchnout.
- 2004 Het Graf (povídka, která vyšla pouze v Holandsku jako dárek lidem, kteří si v Holandsku v roce 2004 koupili některou z knih Henninga Mankella)
- 2004 Handen: ett fall för Wallander (Ruka. Wallanderův svět česky 2016)
- 1999 Pyramiden (Pyramidy, česky březen 2016)

Dvoumístné letadlo Piper Cherokee narazí ohromnou silou do svahu a začne hořet. Pilot a jeho pasažér zemřou. Komisař Wallander z ystadské policie záhy konstatuje, že v okolí nikdo nepostrádá sportovní letadlo. Muselo přiletět bez povolení…
- 2009 Den orolige mannen (Neklidný muž, česky 2012)

Jednoho dubnového rána roku 2008 zmizí na své pravidelné procházce lesoparkem vysloužilý vysoce postavený námořní důstojník Håkan von Enke. Vyšetřování případu má na starosti stockholmská policie a komisař Wallander s ním nemá nic společného – tedy oficiálně. Jenže zmizelý důstojník se měl stát tchánem jeho dcery. A tak se Wallander brzy zaplete do věcí, po kterých mu úředně nic není, slibuje, co vzápětí nesplní, dokonce i lže, když je to zapotřebí – a vychází mu to. Brzy ale narazí na matoucí špionážní aktivity, které se váží ještě k době studené války…
Přidávají se ale další nečekané překážky. Co překročil šedesátku, má komisař pocit, že se nachází na prahu senility. Zoufale se drží naděje, kterou pro něj zosobňuje nedávno narozená vnučka, ale životní realita ho dohání. Do budoucnosti hledí s velkou nejistotou a zdá se nevyhnutelné, že se musí tváří v tvář utkat s tím nejvzpurnějším soupeřem: sám se sebou.
Audioknihy
Příběhy komisaře Wallandera interpretuje Jiří Vyorálek. Ze série prozatím vyšly audioknihy Vrazi bez tváře, Psi z Rigy, Bílá lvice, Usměvavý muž, Ve slepé uličce, Pátá žena a O krok pozadu. České audioknihy vydalo nakladatelství OneHotBook.

### Linda Wallanderová
- 2012 Innan frosten (Než přijde mráz, česky 2013)

Jednoho srpnového večera roku 2001 zavolá na stanici v Ystadu člověk, který prý viděl na jezeře Marebo hejno hořících labutí. Kurt Wallander se vydá k jezeru i s dcerou Lindou, aby zjistil, co se stalo. Nenajdou žádné stopy, ale už za několik dní udeří neznámý zvířecí sadista znovu a brzy se začnou ztrácet i lidé…

### Ostatní knihy
- 2000 Danslärarens återkomst
- 2005 Kennedys hjärna
- 2007 Kinesen (Číňan, česky 2011)

Jednoho chladného lednového dne je v ospalé vesnici na severu Švédska nalezena oběť brutální vraždy. Celá víska je hrozivě klidná a opuštěná. A tiché domky vzápětí vydají své tajemství: zločin, jaký švédská historie nepamatuje.
Když se o masakru dočte soudkyně Birgitta Roslinová, uvědomí si, že ji s místem pojí rodinná vazba, a rozhodne se pátrat na vlastní pěst. Jejími jedinými vodítky jsou přitom deník z 19. století a červená stuha nalezená v nedalekém lese. 
Birgitta postupně odkrývá mezinárodní síť korupce a s ní i příběh pomsty, který sahá víc než sto let do minulosti a propojuje Čínu a Ameriku 60. let 19. století s moderním Pekingem a Mosambikem. Vše spěje k šokujícímu rozuzlení v čínské čtvrti v Londýně.

### Jiná próza
- Vettvillingen (1977)
- Fångvårdskolonin som försvann (1979)
- Dödsbrickan (1980)
- En seglares död (1981)
- Daisy Sisters (1982)
- Sagan om Isidor (1984)
- Leopardens öga (1990)
- Comédia infantil (1995)
- Vindens son (2000)
- Tea-Bag (2001)
- Djup (2004)
- Italienska skor (2006) Italské boty, česky 2017
- A Treacherous Paradise (2013)
- Svenska gummistövlar (20..) Švédské holinky, česky 2018

### Knihy pro děti
- Hunden som sprang mot en stjärna (1990)
- Skuggorna växer i skymningen (1991)
- Katten som älskade regn (1992; Kocourek který měl rád déšť, česky 2017)
- Eldens hemlighet (1995)
- Pojken som sov med snö i sin säng (1996)
- Resan till världens ände (1998)
- Eldens gåta (2001)
- Eldens vrede (2005)